# اینگانوی چشم‌سفید
اینگانوی چشم‌سفید (نام علمی: Zosterops salvadorii) نام یک گونه از راسته گنجشک‌سانان است.